# Бовеньо
Бовѐньо (на италиански: Bovegno, на източноломбардски: Böegn, Бьоен) е село и община в Северна Италия, провинция Бреша, регион Ломбардия. Разположено е на 680 m надморска височина. Населението на общината е 2272 души (към 2013 г.).